# طيفون كوركوت
تايفون كوركوت (بالألمانية: ˈtaɪfʊn ˈkɔɐ̯kʊt) (مواليد 2 أبريل 1974) هو مدرب كرة قدم ولاعب سابق. تولى منصب المدير الفني لنادي هيرتا برلين كآخر مناصبه. ولد كوركوت في ألمانيا، لكنه قام بتمثيل المنتخب التركي دوليًا.

## مسيرته الدولية
شارك كوركوت في 42 مباراة دولية مع المنتخب التركي سجل فيها هدفًا واحدًا، ومنها مشاركته مع منتخب بلاده في بطولتي أمم أوروبا 1996 وأمم أوروبا 2000.

## مسيرته التدريبية

### البداية
عمل كوركوت مدربًا لفريق الشباب تحت 19 عامًا في نادي ريال سوسيداد، وفريق تحت 17 عامًا في نادي هوفنهايم، وفريق تحت 19 عامًا في نادي شتوتغارت. كما شغل منصب المدرب المساعد للمنتخب التركي. حصل كوركوت على رخصة التدريب الاحترافية من الاتحاد الأوروبي لكرة القدم من أكاديمية الرياضة في كولونيا.

### هانوفر 96
في 31 ديسمبر 2013 تم تعيين تايفون كوركوت مدربًا لفريق هانوفر 96، وأصبح بذلك ثاني مدرب من أصول تركية يتولى تدريب فريق في الدوري الألماني "البوندسليغا" بعد أوزجان أركوتش. خاض كوركوت أول مباراة له كمدرب في 25 يناير 2014 وقتها حقق هانوفر الفوز بنتيجة 3–1 على فولفسبورغ. أنهى الفريق موسم 2013–14 في المركز العاشر.
بدأ هانوفر الموسم التالي (2014–15) بشكل متذبذب، وتمت إقالة كوركوت في 20 أبريل 2015. انتهت آخر مباراة له مع الفريق بخسارة قاسية بنتيجة 4–0 أمام باير ليفركوزن. وقت إقالته كان هانوفر يحتل المركز الخامس عشر في ترتيب الدوري. أنهى كوركوت مسيرته مع هانوفر بعد تحقيقه 15 انتصارًا، 11 تعادلًا و22 خسارة.

### كايزرسلاوترن
في 17 يونيو 2016 تم تعيين تايفون كوركوت مدربًا لفريق كايزرسلاوترن. استقال كوركوت من منصبه في 27 ديسمبر 2016 بعد فترة قصيرة مع الفريق حقق فيها 4 انتصارات و7 تعادلات و7 هزائم.

### باير ليفركوزن
في 6 مارس 2017 تم تعيين كوركوت مدربًا جديدًا لفريق باير ليفركوزن حتى نهاية الموسم. قبل أسبوع من انتهاء الموسم تقرر عدم تمديد عقده. أنهى كوركوت مسيرته مع الفريق برصيد فوزين و6 تعادلات و4 هزائم.

### شتوتغارت
في 29 يناير 2018 تم تعيين تايفون كوركوت مدربًا لفريق شتوتغارت. بعد نجاحه مع الفريق جدد النادي عقده في يونيو 2018 ليستمر حتى يونيو 2020. ومع ذلك تراجعت نتائج الفريق في الموسم التالي مما أدى إلى إقالته في 7 أكتوبر 2018.

### هيرتا برلين
في 29 نوفمبر 2021 تولى كوركوت تدريب فريق هيرتا برلين كمدرب رئيسي. لكن فترته مع الفريق لم تدم طويلاً، حيث تمت إقالته في 13 مارس 2022 بعد 13 مباراة فقط في الدوري. خلال هذه الفترة، حقق الفريق 9 نقاط فقط، مما أدى إلى تراجعه إلى منطقة الهبوط.

## الحياة الشخصية
يتحدث تايفون كوركوت عدة لغات بطلاقة، وهي التركية، الألمانية، الإسبانية والإنجليزية.

## إحصائياته كلاعب
المباريات والأهداف حسب المنتخب والسنة
| المنتخب الوطني | سنة     | مشاركة | هدف |
| -------------- | ------- | ------ | --- |
| تركيا          | 1995    | 1      | 0   |
| تركيا          | 1996    | 6      | 0   |
| تركيا          | 1997    | 6      | 0   |
| تركيا          | 1998    | 4      | 0   |
| تركيا          | 1999    | 5      | 0   |
| تركيا          | 2000    | 6      | 0   |
| تركيا          | 2001    | 7      | 1   |
| تركيا          | 2002    | 2      | 0   |
| تركيا          | 2003    | 5      | 0   |
| المجموع        | المجموع | 42     | 1   |

تظهر قائمة الأهداف والنتائج لتركيا أولاً، ويشير عمود النتيجة إلى النتيجة بعد كل هدف سجله كوركوت.
| م. | التاريخ      | المكان                              | الخصم    | النتيجة | النتيجة النهائية | المنافسة               |
| -- | ------------ | ----------------------------------- | -------- | ------- | ---------------- | ---------------------- |
| 1  | 2 يونيو 2001 | ملعب إينونو بشيكتاش، إسطنبول، تركيا | أذربيجان | 1–0     | 3–0              | تصفيات كأس العالم 2002 |

## إحصائياته كمدرب
حتى آخر مباراة أقيمت في 12 مارس 2022
| الفريق        | من             | إلى                                             | السجل | السجل | السجل | السجل | السجل | السجل | السجل  | السجل  | مراجع |
| الفريق        | من             | إلى                                             | د     | ف     | ت     | خ     | له    | عليه  | فارق   | ف%     | مراجع |
| ------------- | -------------- | ----------------------------------------------- | ----- | ----- | ----- | ----- | ----- | ----- | ------ | ------ | ----- |
| هانوفر 96     | 31 ديسمبر 2013 | 20 أبريل 2015\| style="text-align:center" \|48  | 15    | 11    | 22    | 58    | 80    | −22   | 031٫25 | [ 23 ] |       |
| كايزرسلاوترن  | 17 يونيو 2016  | 27 نوفمبر 2016\| style="text-align:center" \|18 | 4     | 7     | 7     | 14    | 19    | −5    | 022٫22 | [ 24 ] |       |
| باير ليفركوزن | 6 مارس 2017    | 30 يونيو 2017\| style="text-align:center" \|12  | 2     | 6     | 4     | 17    | 17    | +0    | 016٫67 | [ 24 ] |       |
| شتوتغارت      | 29 يناير 2018  | 7 أكتوبر 2018\| style="text-align:center" \|22  | 10    | 6     | 6     | 26    | 25    | +1    | 045٫45 | [ 25 ] |       |
| هرتا برلين    | 29 نوفمبر 2021 | 13 مارس 2022\| style="text-align:center" \|14   | 2     | 3     | 9     | 15    | 36    | −21   | 014٫29 | [ 26 ] |       |
| المجموع       | المجموع        | المجموع                                         | 114   | 33    | 33    | 48    | 130   | 177   | −47    | 028٫95 | —     |